# Ернст Крюгер
Ернст Крюгер (нім. Ernst Krüger; 3 січня 1891, маєток Біркгорст, Рандов — 25 березня 1953, Гамбург) — німецький воєначальник, генерал-лейтенант люфтваффе (1 червня 1943).

## Біографія
1 березня 1910 року вступив у 86-й фузілерний полк. Учасник Першої світової війни, командир взводу, роти. 2 серпня 1915 року переведений в 61-й авіазагін, з 21 вересня 1915 року — льотчик-спостерігач 61-го, з 28 січня 1917 року — 300-го авіазагону. В лютому-червні 1918 року — офіцер зв'язку ВПС при штабі 7-ї армії. В січні-жовтні 1919 року командував ротою Добровольчого корпусу «Кюнцель». В 1919/20 роках — командир роти 6-го піхотного полку. 21 грудня 1922 року звільнений у відставку.
1 липня 1934 року вступив в люфтваффе; закінчив бомбардувальне училище в Лехфельді (1934). З 1 жовтня 1936 року — командир 14-ї розвідувальної групи і комендант авіабази у Мюнстері-Лоденгайді. З 1 вересня 1939 року — командувач авіацією 5-ї, з 20 жовтня 1939 року — 12-ї армії. Учасник Польської і Французької кампаній. З 15 серпня 1941 року — комендант аеродромів у районі Гройсенгайма. З 15 жовтня 1942 року — начальник Центрального управління Імперського міністерства авіації. 9 липня 1944 року відправлений в резерв, а 31 грудня 1944 року звільнений у відставку. 9 червня 1945 року заарештований органами радянської контррозвідки СМЕРШ в селі Обершлема (Саксонія) і вивезений в СРСР. 24 жовтня 1949 року переданий владі ФРН і звільнений.

## Нагороди
- Залізний хрест 2-го і 1-го класу
- Почесний хрест ветерана війни з мечами
- Медаль «За вислугу років у Вермахті» 4-го, 3-го і 2-го класу (18 років)